# 河路勝
河路 勝（かわじ まさる）は、NHK放送研修センター・日本語センター専門委員。元NHKアナウンサー。

## 過去の担当番組
- 日曜美術館（1976年度 - 1979年度）
- 女性手帳（1979年度 - 1982年度）

過去に宇野千代などへのインタビュー歴あり。

## 著書
- 美しい敬語を身につける本
- 敬語の極意―この三原則が間違いを防ぐ (ノン・ブック・愛蔵版―NHK日本語センター・シリーズ)
- 敬語レッスン (あなたを磨く話しことば―NHK CTI日本語センター)
- 王道の言葉づかいはこれだ! 職場編